# Karenga (district)
Karenga is een district in het noorden van Oeganda. Hoofdstad van het district is de stad Karenga. Het district telde in 2010 naar schatting 68.500 inwoners op een oppervlakte van 3.193 km².
Het district werd opgericht in 2019 toen het werd afgesplitst van het district Kaabong. Het grenst in het noorden aan Zuid-Soedan. Het district is opgedeeld in 7 sub-county's, 22 gemeenten (parishes) en telt 173 dorpen.
In het noorden van het district ligt Kidepo Valley National Park.